# میگ-۹
میکویان-گورویچ میگ-۹ (به روسی: Микоян и Гуревич МиГ-9) (نامگذاری ناتو: فارگو) یک هواپیمای جنگنده جت ساخت شرکت میگ و اولین نسل از جنگنده‌های توربوجت شوروی بود که در سالهای پس از جنگ جهانی دوم به سرعت توسعه یافت.

## تحولات و پیشرفت‌ها
ساختار میگ-۹ از روی مدل I-۳۰۰ که نخستین بار در ۲۴ آوریل ۱۹۴۶ به پرواز درآمد، نسخه برداری شد. نیروی محرک آن ترکیبی بود از دو موتور جت RD-۲۰ که در واقع این موتور هم از روی مدل آلمانی زمان جنگ آن یعنی BMW ۰۰۳ ساخته شده بود، که در پشت کابین خلبان به صورت موازی و در دو طرف آن نصب شده بود. جنگ افزار اصلی آن یک توپ ۳۷ میلی متری نودلمن NL-۳۷ بود. نمونه نهایی و تولیدی میگ-۹ معمولاً مجهز به یک توپ ۳۷ میلی‌متری منفرد و دو توپ ۲۳ میلی‌متری NS-۲۳ بود.
I-۳۰۰ توانسته بود در طی آزمایش‌ها به سرعت ۹۱۰ کیلومتر در ساعت برسد، و پس از بازبینی‌های متعدد سرانجام با عنوان میگ-۹ در زمستان ۴۷-۱۹۴۶ وارد چرخه کاری شد. این جت مشکلات عملکردی و هدایتی بسیاری داشت، با این حال به علت توجیهات و رقابت‌های سیاسی وارد چرخه کاری شد.
میگ-۹ به تعداد بسیار زیاد در انواع متعدد برای استفاده در عملیات‌های هوا به زمین تولید گشت و تا سال ۱۹۴۸ که سال آخر تولید آن بود ۵۵۰ فروند از آن تولید گردید.
ناتو میگ-۹ را فارگو و تیم طراح شوروی آن را I-۳۰۱ نام نهادند. بعدها جنگنده میگ جدیدی تولید شد که نمونه توسعه یافته میگ-۳ بود که آن را نیز میگ-۹ نام نهادند اما هیچوقت به تولید نرسید.

## نمونه‌های تولیدی
- I-۳۰۰ : نمونه اولیه
- MiG-۹
- MiG-۹F
- MiG-۹FF
- MiG-۹FR
- MiG-۹UTI : هواپیمای آموزشی دو نفره

## کشورهای بکار گیرنده
اتحاد جماهیر شوروی  چین

## مشخصات (MiG-۹FS)
مشخصات عمومی
- خدمه: یک
- طول: ۹/۸۳ متر (۳۲ پا و ۱۰ اینچ)
- پهنای بال: ۱۰ متر (۳۲ پا و ۱۰ اینچ)
- ارتفاع: ۳/۲۲ متر (۱۰ پا و ۷ اینچ)
- بال: مساحت ۱۸/۲۰ مترمربع (195.9 ft²)
- وزن خالی: 3,420 kg (7,540 lb)
- وزن بارگیری: 4,965 kg (10,945 lb)
- بیشینه وزن برخاست: 5,500 kg (12,125 lb)

 عملکرد 
- سرعت بیشینه: Mach 0.8, 910 km/h (565 mph) at 4,500 m (14,765 ft)
- برد: 800 km (495 mi)
- سقف پروازی: 13,000 m (42,650 ft)
- نرخ اوج‌گیری: 19.4 m/s (3,815 ft/min)

جنگ‌افزار

- یک توپ ۳۷ میلی‌متری NL-۳۷
- یک توپ ۲۳ میلی‌متری NS-۲۳

### زنجیره طراحی
میگ-۳ – میگ-۸ – میگ-۹ – میگ-۱۳ – میگ-۱۵ – میگ-۱۷